# Soyuz TMA-15M
Soyuz TMA-15M foi uma  missão do programa Soyuz à Estação Espacial Internacional, e que constituiu o 124.º voo de uma nave espacial Soyuz desde o primeiro lançamento em 1967. A missão foi lançada do Cosmódromo de Baikonur em 23 de novembro de 2014 e transportou três tripulantes para comporem a Expedição 42 já em andamento na estação.  Como comportamento padrão nestas missões, a nave ficou acoplada à ISS por pouco mais de seis meses, servindo de veículo de salvamento de emergência e dando apoio aos seus tripulantes que também integraram a Expedição 43.
Entre os tripulantes, estava a primeira astronauta da Itália, Samantha Cristoforetti.

## Tripulação
| Posição             | Cosmo/Astronauta       |
| ------------------- | ---------------------- |
| Comandante          | Anton Shkaplerov       |
| Engenheira de voo 1 | Samantha Cristoforetti |
| Engenheiro de voo 2 | Terry Virts            |

## Parâmetros da Missão
- Massa: 7.200 kg
- Perigeu: 399 km
- Apogeu: 404 km
- Inclinação: 51,64°
- Período orbital: 92,59 minutos

## Lançamento e acoplagem
O trio de astronautas deixou o Hotel dos Cosmonautas próximo ao Cosmódromo de Baikonur onde recebeu as tradicionais bençãos dos religiosos ortodoxos russos e foi levado no ônibus exclusivo ao complexo espacial. Após a cerimônia de despedida da equipe de terra e do diretor da missão, foram embarcados na nave, aguardando cerca de um hora pelo lançamento. A Soyuz foi lançada às 21:01 UTC de 23 de novembro de 2014, exatamente na hora programada, da PL 31 do complexo em direção à órbita, que atingiu cerca de oito minutos depois, abrindo seus painéis solares, que ao contrário da missão anterior funcionaram perfeitamente. Após quase seis horas de jornada e quatro órbitas em torno da Terra, a TMA-15M alinhou-se com a ISS, fez as últimas dezenas de metros numa lenta aproximação à velocidade de 20 cm/s e acoplou-se no módulo Rassvet às 02:49 UTC de 24 de novembro, sobre o Oceano Pacífico ao largo da costa do Equador.
Depois das verificações habituais da pressão e da vedação entre as duas naves, a escotilha da Soyuz foi aberta às 05:00 UTC e os tripulantes recebidos pelos demais integrantes da missão que ocupavam a ISS desde setembro.

## Retorno
A volta da espaçonave, com o respectivo encerramento da Expedição 43, estava inicialmente marcada para 14 de maio de 2015. Porém, uma falha técnica ocorrida após o lançamento da nave cargueira não-tripulada Progress M-27M, em 27 de abril, destinada a levar suprimentos para a ISS e que se perdeu em órbita após um defeito durante a fase de combustão do foguete durante a subida, obrigou a um adiamento do retorno. Seu retorno com os três tripulantes acabou ocorrendo em 11 de junho de 2015, com a nave pousando com sucesso nas estepes do Cazaquistão.

## Galeria

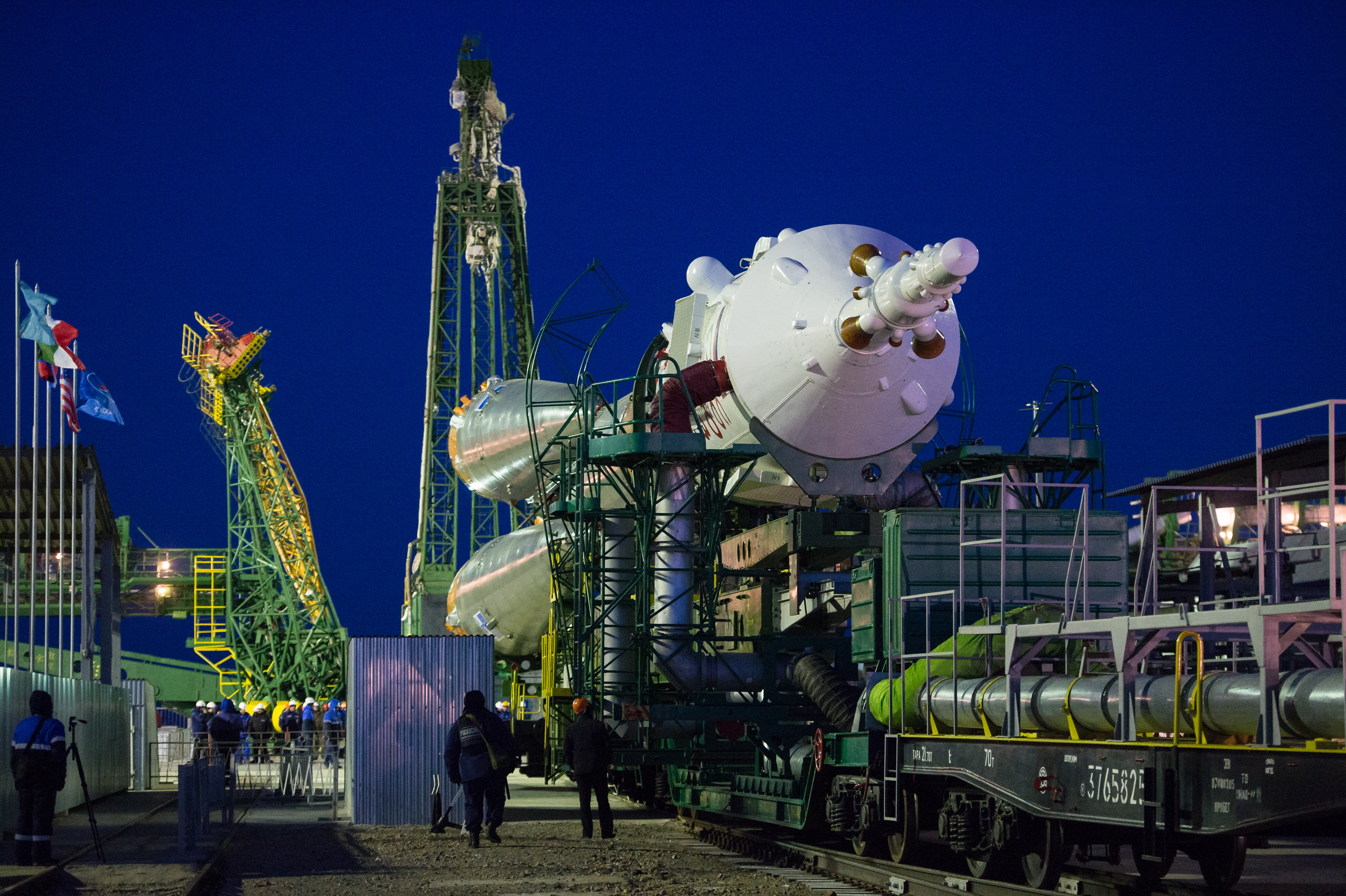
A TMA-15M sendo transportada para a plataforma de lançamento.
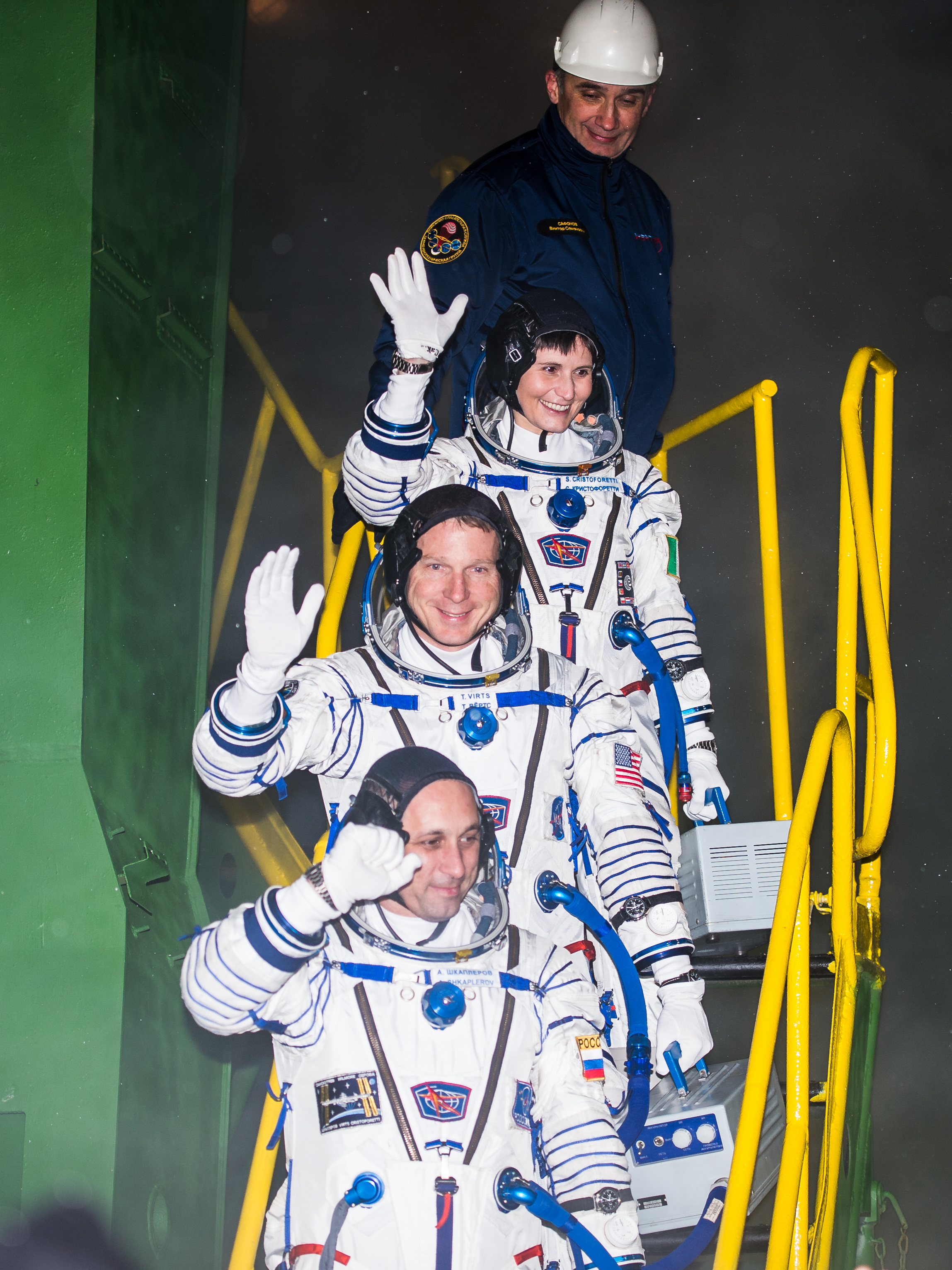
A tripulação acena antes do lançamento em Baikonur.
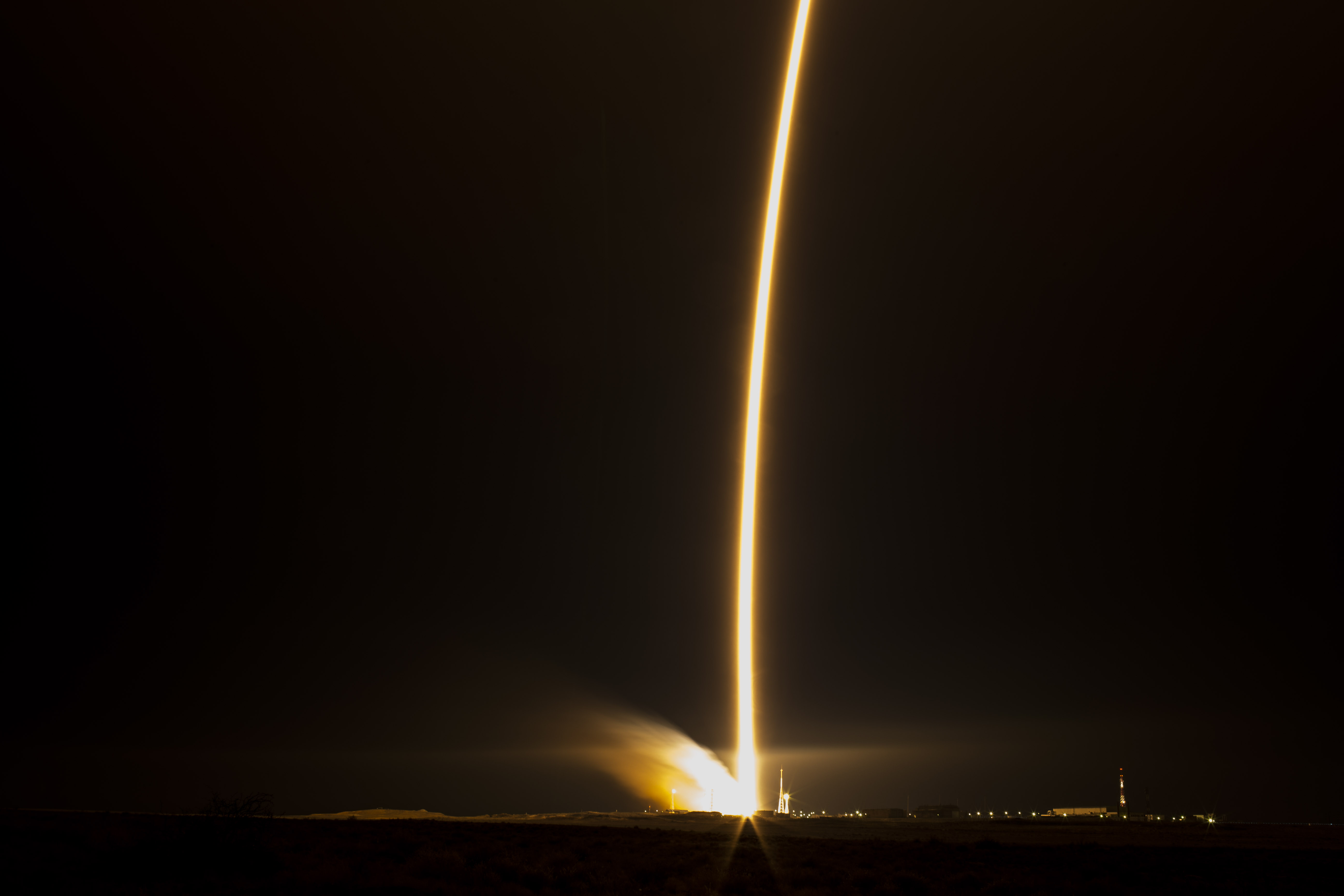
Rastro do fogo dos motores da espaçonave sendo lançada do Cosmódromo de Baikonur.
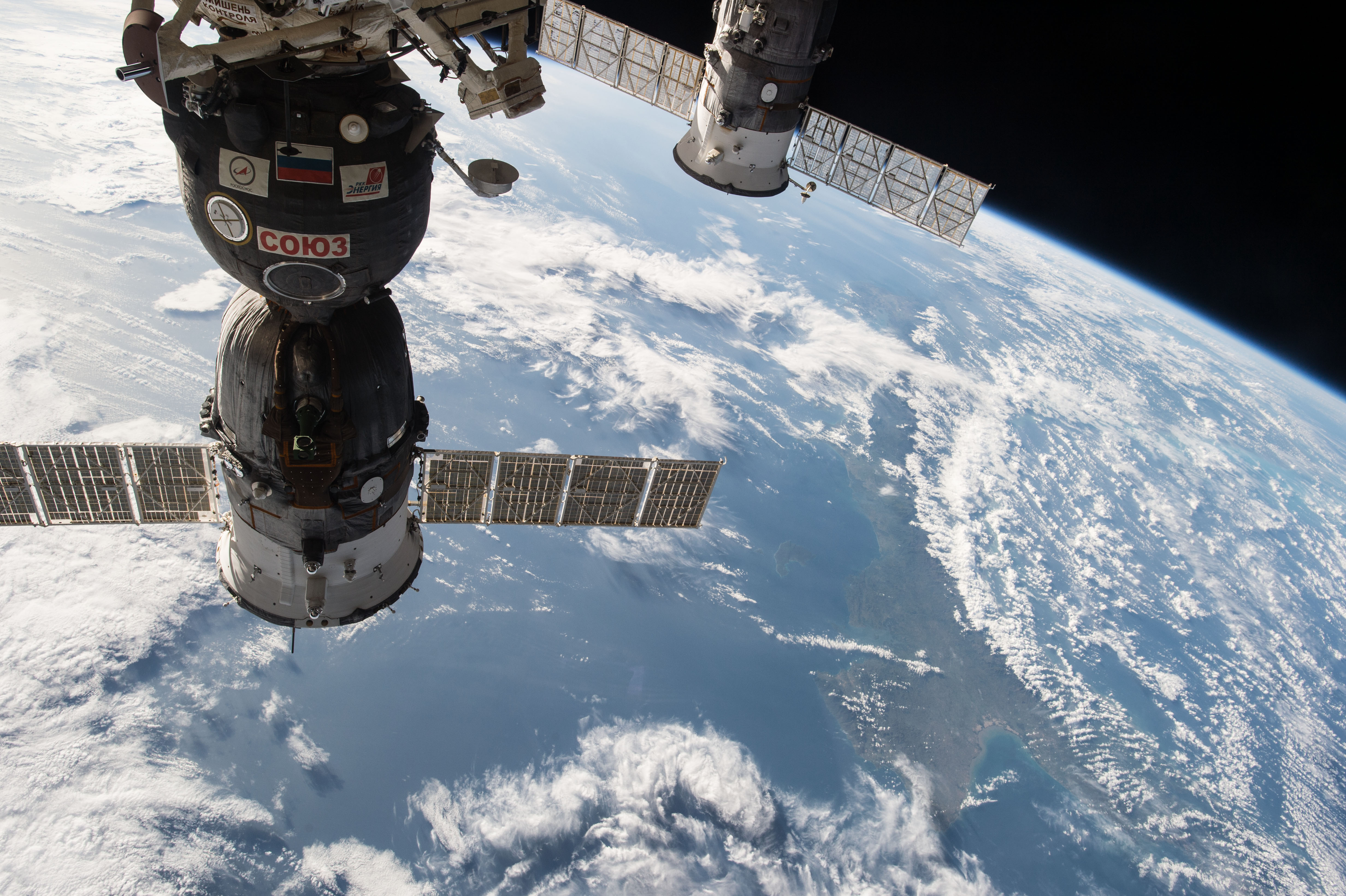
A TMA-15M acoplada à ISS ao lado da nave- cargueira Progress 57.
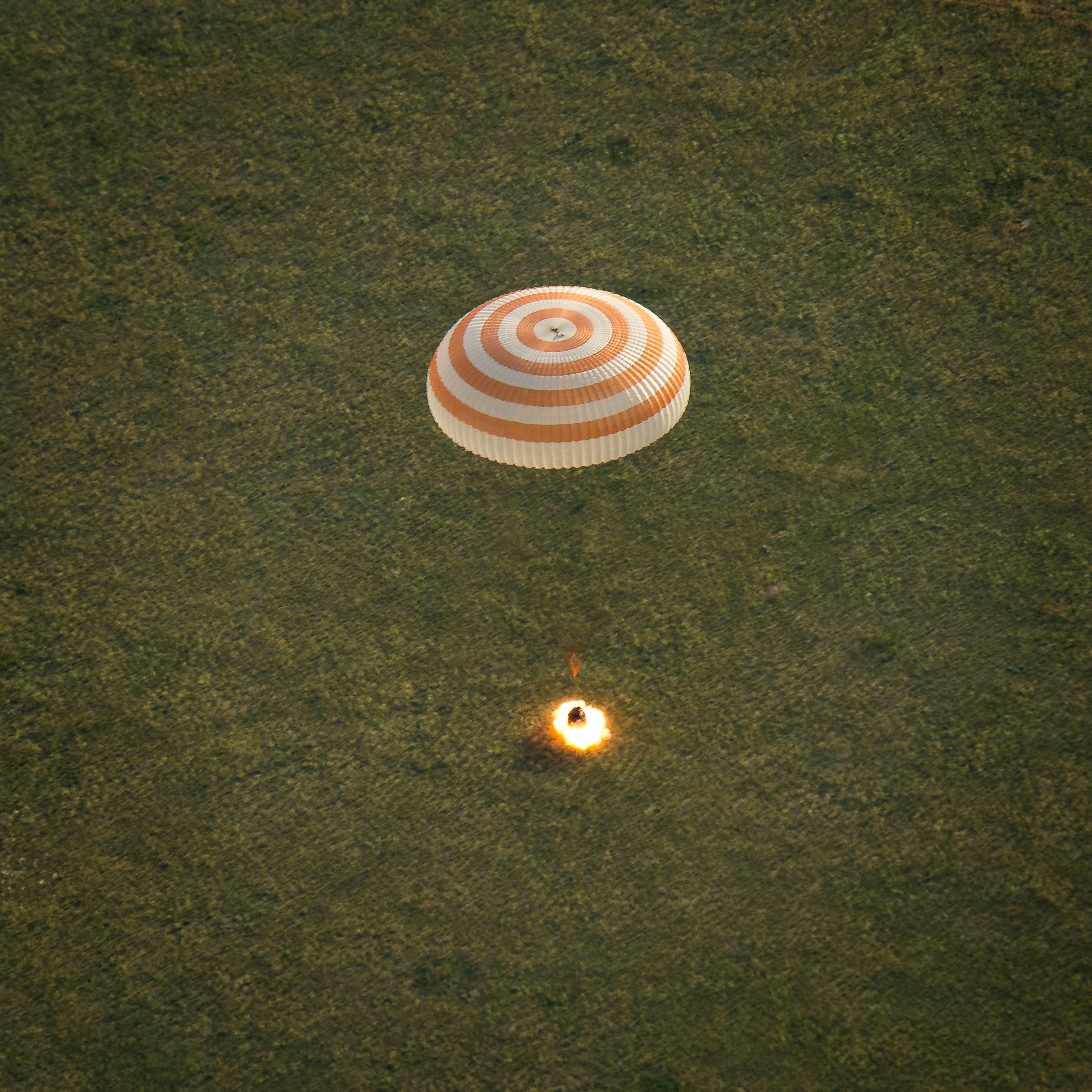
Fim da missão: a cápsula tripulada da nave pousa no Cazaquistão.